# 章粹吾
章粹吾（1906年—1981年），字鑑容，女。浙江省安吉縣人。民國早期女性抗戰、外交及司法界人物，中華民國早期女性高等法院庭長。曾任1947年抗戰勝利後丁默邨審判公設辯護人。
1959年任高院庭長時更審轟動一時的八德鄉滅門血案，平反主嫌穆萬森，轟動當時社會。

## 早年求學任職
早歲侍其祖姑丈吴昌碩作畫。初習師範爲教師，民國初年赴日本留學，考入早稻田大學，後以法科不録女生返國。旋考入上海法政學院法律系，畢業後，1930年11月4日任上海地方法院推事。兩年後，借調爲浙江警官學校（中央警官學校前身）教官（本時期之活動請參考《其他記載》）。

## 出洋深造並進入外交領域
嗣任顧維鈞大使夫人秘書赴法國，並入法國巴黎大學法科，畢業獲法學博士學位，授國民政府外交部主事及領事銜，留巴黎中國大使館任職（歷經法國本土為納粹德國所佔領），並對維希法國政府進行外交工作。
因二次世界大戰中國際局勢變化，轉任于中國駐美大使館，兼在哥倫比亞大學文學系進修。後轉任于駐墨國領事館。

## 回任法界
抗戰勝利回國，歷任首都高等法院推事及公設辯護人，1947年並以公設辯護人身份參與丁默邨審判。
嗣轉任臺灣高等法院推事，升任刑庭庭長，1959年更審轟動一時的八德鄉滅門血案，主嫌穆萬森歷經上下級法院缺乏客觀物證，以警方口供多次判決死刑，於其審判庭平反穆某，宣告當庭無罪開釋，於威權時代實踐無罪推定原則，震動當時社會。

## 晚年
後擢升司法院公務員懲戒委員會委員。與同委員會委員周蜀雲女士為同時期留法好友。亦與抗日時於上海四行倉庫冒險獻旗之女童軍楊惠敏女士以及抗日巾幗英雄“雙槍黃八妹”黃百器女士互為莫逆。
1981年3月5日逝世於台灣台北市三軍總醫院。享年75歲。身後獲中華民國第五任（前）總統嚴家淦、及當任第六任總統蔣經國頒發匾額『法曹揚芬』、『清勤堪念』表揚其功。

## 其他記載
- 魏斐德 Frederic Wakeman. . Berkeley: University of California Press. 2003. ISBN 0520234073.